# Tour de Wallonie
Die Tour de Wallonie (ursprünglich Tour du Hainaut occidental, Tour du Hainaut, Tour de la Région Wallone, seit 2007 mit dem jetzigen Namen) ist ein belgisches Etappenrennen im Straßenradsport.
Zunächst wurde das Rennen als Amateurrennen ausgetragen. Seit 2005 zählt es zur UCI Europe Tour und war in die höchste Kategorie 2.HC eingestuft. Seit der Saison 2020 gehört es zur UCI ProSeries.
Die Strecke führt über meistens fünf Etappen durch die belgische Region Wallonie. Der Veranstalter organisiert auch den im September stattfindenden GP de Wallonie. Bis jetzt konnten nur zwei Fahrer, Mario Kummer (DDR) und Greg Van Avermaet (Belgien), das Rennen zweimal für sich entscheiden.

## Palmarès
| Jahr | Sieger                      | Zweiter            | Dritter                      |
| ---- | --------------------------- | ------------------ | ---------------------------- |
| 1974 | Luc Demets                  | Patrick Lefevere   | Martin Balcaen               |
| 1975 | Jean-Luc Vandenbroucke      | Pol Verschuere     | Ferdi Van Den Haute          |
| 1976 | Pierre Leurquin             | Dirk Heirweg       | Bernard Lecocq               |
| 1977 | Alfons De Wolf              | Dirk Wayenberg     | Dirk Heirweg                 |
| 1978 | Jo Maas                     | Hughes Cosaert     | Egbert Koersen               |
| 1979 | Ronny Van Holen             | Mieczysław Nowicki | Rudy Cottignies              |
| 1980 | Gerrit Van Gestel           | Marc Sergeant      | Jos Haex                     |
| 1981 | Nico Emonds                 | Eric Vanderaerden  | Marc Sergeant                |
| 1982 | Eric Vanderaerden           | Viktor Schraner    | Michael Maue                 |
| 1983 | Tadeusz Krawczyk            | Siegurt Muller     | Andrzej Serediuk             |
| 1984 | Mario Kummer                | Andrzej Serediuk   | Patrick Toelen               |
| 1985 | Uwe Ampler                  | Peter Harings      | Eddy Schurer                 |
| 1986 | Maurizio Fondriest          | Bruno Bruyère      | Christian Thary              |
| 1987 | Mario Kummer                | Olaf Ludwig        | Paul Curran                  |
| 1988 | Joost Van Adrichem          | Patrick De Wael    | Harry Rozendal               |
| 1989 | Johan Verstrepen            | Peter Farazijn     | Dominique Chignoli           |
| 1990 | Pascal Chanteur             | Gérard Picard      | Wiktor Rschaksinski          |
| 1991 | Abraham Olano               | Patrick Evenepoel  | Hervé Boussard               |
| 1992 | Lars Teutenberg             | Martin van Steen   | Vladimir Muravskis           |
| 1993 | Mauro Bettin                | Geert Van Bondt    | Wim Feys                     |
| 1994 | Joona Laukka                | Denis Francois     | Wim van de Meulenhof         |
| 1995 | Paolo Valoti                | Mario Aerts        | Thierry Marichal             |
| 1996 | Thomas Fleischer            | Pascal Chanteur    | Maurizio Frizzo              |
| 1997 | Thierry Marichal            | Nico Mattan        | Rik Verbrugghe               |
| 1998 | Frank Vandenbroucke         | Thierry Marichal   | Ludo Dierckxsens             |
| 1999 | Mikael Kyneb                | Marc Streel        | Andreï Tchmil                |
| 2000 | Axel Merckx                 | Bjorn Leukemans    | Vincent Cali                 |
| 2001 | Glenn D’Hollander           | Bert Roesems       | David Millar                 |
| 2002 | Paolo Bettini               | Luca Paolini       | Daniele Nardello             |
| 2003 | Julian Dean                 | Michele Bartoli    | Jaroslaw Popowytsch          |
| 2004 | Gerben Löwik                | Bert De Waele      | Christophe Agnolutto         |
| 2005 | Luca Celli                  | Olivier Kaisen     | Guido Trentin                |
| 2006 | Fabrizio Guidi              | Nico Sijmens       | Kurt Asle Arvesen            |
| 2007 | Borut Božič                 | Frédéric Gabriel   | Pietro Caucchioli            |
| 2008 | Sergei Walerjewitsch Iwanow | Greg Van Avermaet  | Paolo Bettini                |
| 2009 | Julien El-Farès             | Pawel Brutt        | Alexander Kolobnew           |
| 2010 | Russell Downing             | Marco Marcato      | Laurent Mangel               |
| 2011 | Greg Van Avermaet           | Joost van Leijen   | Ben Hermans                  |
| 2012 | Giacomo Nizzolo             | Gianni Meersman    | Pim Ligthart                 |
| 2013 | Greg Van Avermaet           | Anthony Geslin     | Alexander Kolobnew           |
| 2014 | Gianni Meersman             | Juan José Lobato   | Silvan Dillier               |
| 2015 | Niki Terpstra               | Victor Campenaerts | Sergei Sergejewitsch Lagutin |
| 2016 | Dries Devenyns              | Gianni Meersman    | Wjatscheslaw Kusnezow        |
| 2017 | Dylan Teuns                 | Tosh Van der Sande | Benjamin Thomas              |
| 2018 | Tim Wellens                 | Quinten Hermans    | Pieter Serry                 |
| 2019 | Loïc Vliegen                | Tosh Van der Sande | Dries De Bondt               |
| 2020 | Arnaud Démare               | Greg Van Avermaet  | Amaury Capiot                |
| 2021 | Quinn Simmons               | Stan Dewulf        | Alexis Renard                |
| 2022 | Robert Stannard             | Loïc Vliegen       | Mattias Skjelmose            |
| 2023 | Filippo Ganna               | Joshua Tarling     | Brent Van Moer               |
| 2024 | Matteo Trentin              | Corbin Strong      | Alex Kirsch                  |